# Wladislaw Martinowitsch Subok

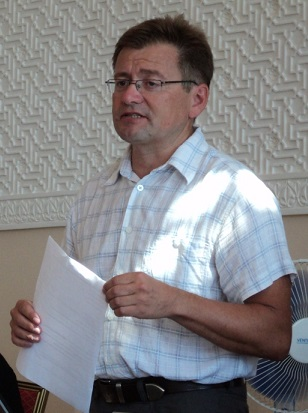
Wladislaw Subok (2010)

Wladislaw Martinowitsch Subok (russisch Владислав Мартинович Зубок; englische Transkription Vladislav Martinovich Zubok; * 16. April 1958) ist ein russischer Historiker. Er ist Professor für internationale Geschichte an der London School of Economics and Political Science. Subok ist Experte für den Kalten Krieg, die Sowjetunion, den Stalinismus und die Geistesgeschichte Russlands im 20. Jahrhundert.

## Leben und Werk
Wladislaw Subok studierte an der Lomonossow-Universität Moskau und wurde am Institut für US- und Kanada-Studien in Moskau promoviert.
Im Jahr 1994 wurde er Stipendiat des National Security Archive, einer nichtstaatlichen Organisation an der George Washington University. Er setzte seine akademische Laufbahn in den Vereinigten Staaten als Gastprofessor am Amherst College, an der Ohio University, der Stanford University und der University of Michigan fort und erhielt 2004 eine feste Professur an der Temple University.
Schwerpunkt seiner Arbeit sind vor allem die Geschichte des Kalten Krieges, der Sowjetunion, des Stalinismus und die Geistesgeschichte Russlands im 20. Jahrhundert. Seine Bücher wurden mit dem Lionel Gelber Prize und dem Marshall Shulman Prize ausgezeichnet. Subok erhielt zahlreiche Stipendien, unter anderem von der McArthur Foundation, der Carnegie Corporation of New York, dem norwegischen Nobel-Institut, dem Woodrow Wilson International Center for Scholars, dem Collegium Budapest, der Freien Universität für Liberale Studien in Rom, der Rockefeller-Stiftung, der Hoover Institution sowie von der Jelzin-Stiftung und der Stiftung Russki Mir. Neben seiner akademischen Arbeit organisierte er eine Reihe von internationalen Archiv- und Bildungsprojekten in Russland, der Ukraine und dem Südkaukasus.
Subok war auch als Berater für eine Reihe von Dokumentarfilmen tätig, unter anderem für Jeremy Isaacs 24-teilige Serie „Cold War“ auf CNN. Er veröffentlichte außerdem in The Spectator, Foreign Affairs, Boston Globe, The Guardian und anderen Medien.

## Auszeichnungen
- 2022: Reginald Zelnik Book Prize in History für Collapse[1]
- 2011: Arthur S. Link – Warren F. Kuehl Prize for Documentary Editing, Society of American Foreign Policy für Masterpieces of History[2]
- 2010: Paul W. Eberman Faculty Research Award, Temple University[2]
- 2008: Marshall Shulman Prize der American Association for Advancement of Slavic Studies (AAASS) für A Failed Empire[2]
- 1996: Lionel Gelber Prize für Inside the Kremlin’s Cold War[2]

## Ausgewählte Schriften
Monographien
- The World of the Cold War. 1945–1991. Pelican, London 2025, ISBN 978-0-241-69614-9 (rezensiert u. a. von Sheila Fitzpatrick[3], Charles Clover[4] und Owen Matthews[5]).
- Collapse. The Fall of the Soviet Union. Yale University Press, New Haven 2021, ISBN 978-0-300-25730-4, doi:10.12987/9780300262445 (rezensiert u. a. von Sergey Radchenko[6], Susanne Schattenberg[7] und im Rahmen einer Roundtable von mehreren Historikerin[8]).
- mit Eric Shiraev: International Relations. 3. Ausgabe. Oxford University Press, New York 2019, ISBN 978-0-19-045435-7.
- The Idea of Russia. The Life and Work of Dmitry of Likhachev. I.B. Tauris, London 2017, ISBN 978-1-350-15241-0.
- Zhivago’s Children. The Last Russian Intelligentsia. The Belknap Press, Cambridge 2009, ISBN 978-0-674-06232-0.
- A Failed Empire. The Soviet Union in the Cold War from Stalin to Gorbachev. The University of North Carolina Press, Chapel Hill 2007, ISBN 978-0-8078-5958-2 (rezensiert von David C. Engerman[9]).
- mit Eric Shiraev: Anti-Americanism in Russia. From Stalin To Putin. Palgrave Macmillan, Basingstoke 2000, ISBN 0-312-22979-8.
- mit Constantine Pleshakov: Inside the Kremlin’s Cold War. From Stalin to Khrushchev. Harvard University Press, Cambridge 1996, ISBN 0-674-45532-0.

Essays und Artikel
- mit Sergey Radchenko: Blundering on the Brink. The Secret History and Unlearned Lessons of the Cuban Missile Crisis. In: Foreign Affairs. Band 102, Nr. 3, Mai/Juni 2023, S. 44–63 (foreignaffairs.com).
- Myths and Realities of Putinism and NATO Expansion. In: James Goldgeier, Joshua R. Itzkowitz Shifrinson (Hrsg.): Evaluating NATO Enlargement. From Cold War Victory to the Russia-Ukraine War. Palgrave Macmillan, Cham 2023, ISBN 978-3-031-23364-7, S. 145–159, doi:10.1007/978-3-031-23364-7_5.
- After Putin – what? In: Bulletin of the Atomic Scientists. Band 78, Nr. 6, 2022, S. 299–306, doi:10.1080/00963402.2022.2132731.
- Can Putin Survive? The Lessons of the Soviet Collapse. In: Foreign Affairs. Band 101, Nr. 4, Juli/August 2022, S. 84–96 (foreignaffairs.com).
- The Collapse of the Soviet Union. In: Juliane Fürst, Silvio Pons, Mark Selden (Hrsg.): Endgames? Late Communism in Global Perspective, 1968 to the Present (= The Cambridge History of Communism. Band 3). Cambridge University Press, Cambridge 2017, S. 250–278, doi:10.1017/9781316471821.
- Gorbachev, German Reunification, and Soviet Demise. In: Frédéric Bozo, Andreas Rödder, Mary Elise Sarotte (Hrsg.): German Unification. An International History. Routledge, London/New York 2017, ISBN 978-1-138-49520-3.
- Cold War Strategies/Power and Culture—East: Sources of Soviet Conduct Reconsidered. In: Richard H. Immerman, Petra Goeddethe (Hrsg.): The Oxford Handbook of the Cold War. Oxford University Press, Oxford 2013, ISBN 978-0-19-923696-1, S. 305–322, doi:10.1093/oxfordhb/9780199236961.013.0018 (englisch).
- Sowjetische Westexperten. In: Bernd Greiner, Tim B. Müller, Claudia Weber (Hrsg.): Macht und Geist im Kalten Krieg (= Studien zum Kalten Krieg. Band 5). Hamburger Edition, Hamburg 2011, ISBN 978-3-86854-237-0.
- Soviet foreign policy from détente to Gorbachev, 1975–1985. In: Melvyn P. Leffler, Odd Arne Westad (Hrsg.): Endings (= The Cambridge History of the Cold War. Band 3). Cambridge University Press, Cambridge 2010, S. 89–111, doi:10.1017/CHOL9780521837217.006.

Als Herausgeber
- mit Eric Shiraev: Current Debates in International Relations. Oxford University Press, New York 2020, ISBN 978-0-19-085540-6.
- mit Svetlana Savranskaia und Thomas Blanton: Masterpieces of History. A Peaceful End of the Cold War in Europe, 1989. Central European University Press, Budapest/New York 2010, ISBN 978-963-9776-77-7.